# Einrich

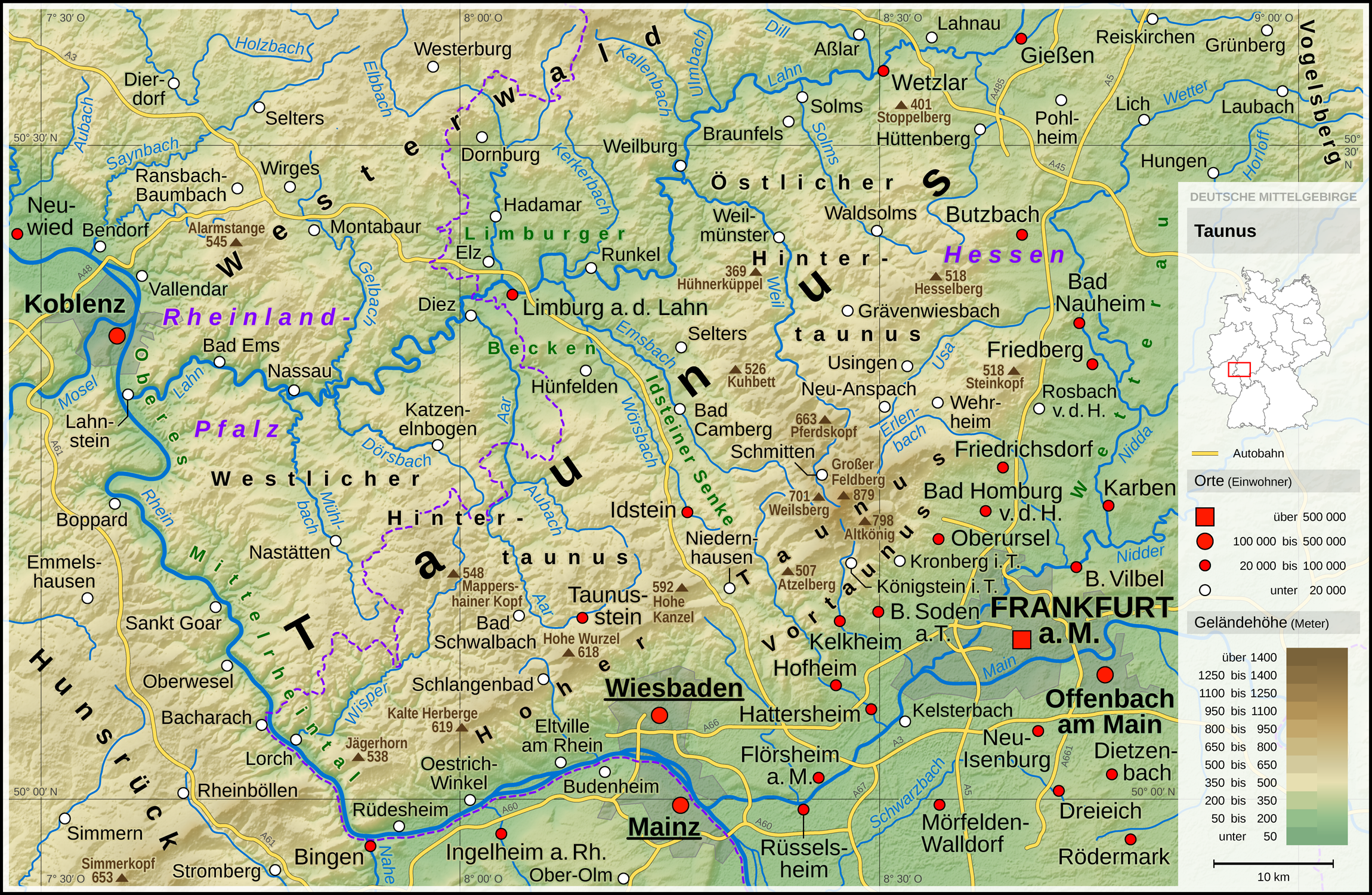
Übersichtskarte Taunus

Der Einrich (früher Heirich) ist eine Landschaft im Nordosten des Landes Rheinland-Pfalz, genauer gesagt im Rhein-Lahn-Kreis, und bildet den niedrigeren Nordwestteil des Taunus (Westlicher Hintertaunus).

## Geographie und Lage

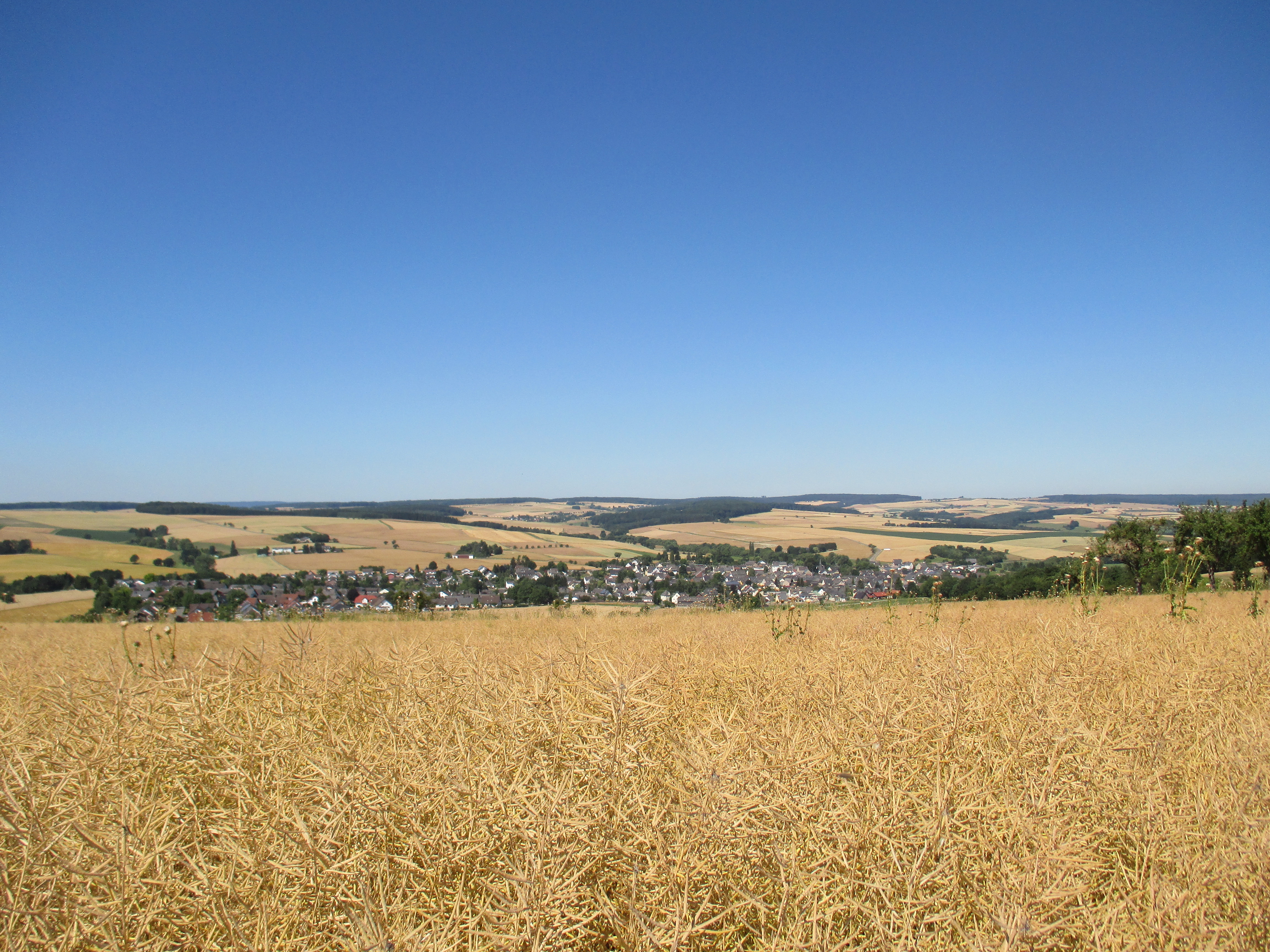
Blick nach Westen über Miehlen und die Nastätter Mulde zum Mittelrheintaunus

Der Einrich wird im Westen vom Rhein, im Norden von der Lahn und im Osten vom Tal der Aar eingegrenzt. Im Süden reicht der Einrich etwa bis zur Linie Sankt Goarshausen–Sandersmühle; letztere liegt an der Mündung eines namenlosen Baches in die Aar und gehört zur Gemeinde Reckenroth, schräg gegenüber von Michelbach (Gemarkung und Ortsteil von Aarbergen am rechten Ufer der Aar). Südlich des Einrichs erhebt sich das Gelände allmählich zum Rheingaugebirge, südöstlich zum Hohen Taunus, dem sogenannten Taunushauptkamm. Quer durch das Gebiet verlief der römische Limes.
Die Hochflächen erreichen mittlere Höhen zwischen (Nordwesten) 250 und 450 m ü. NHN (Südosten). An der Landesgrenze zu Hessen wird mit dem Grauen Kopf eine Höhe von 543,4 m ü. NHN auf dem Kemeler Rücken erreicht (bei Holzhausen an der Haide). Weitere nennenswerte Erhebungen sind die Dachsköpfe (456,6 m) bei Dachsenhausen, die Weißler Höhe (456,2 m) bei Oberfischbach, die Ringmauer (448,9 m) bei Obertiefenbach, das Wehrholz (443,4 m) bei Rettert und der Ergenstein (419,7 m) bei Schönborn.
Die Städte und Gemeinden im Einrich gehören zu den Verbandsgemeinden Aar-Einrich, Nastätten und Loreley. Von den Einheimischen wird der Einrich in der Regel auf das Gebiet der ehemaligen Verbandsgemeinde Katzenelnbogen beschränkt. Der rund 32 Kilometer lange Dörsbach durchquert den Einrich über die Katzenelnbogener Hochfläche.

## Einrichgau
Ursprünglich war der Einrich eine Gaugrafschaft, die mit pagus Heinrichi (Herrschaft des Heinrich) im Jahr 790 erstmals urkundlich genannt wurde. Spätere Namen sind Enrichi (880), Heinrike (882), Einriche (1023, 1051, 1107 und 1182), Einrichha (1039), Einrichi (1042) und Eynricha (1163).
Von Gaugrafen kommen urkundlich vor: Hugo (978), Berthold (1042), Arnold (1050) und Ludwig (1067).
Der Gau gehörte zum trierischen Sprengel und war Teil des Landkapitels Boppard.